# Polygonum biaristatum
Polygonum biaristatum är en slideväxtart som beskrevs av Aitch. & Hemsl.. Polygonum biaristatum ingår i släktet trampörter, och familjen slideväxter. Inga underarter finns listade i Catalogue of Life.